# یواس‌اس منلی (دی‌دی-۷۴)
یواس‌اس منلی (دی‌دی-۷۴) (به انگلیسی: USS Manley (DD-74)) یک کشتی بود که طول آن ۳۱۵ فوت ۶ اینچ (۹۶٫۱۶ متر) بود. این کشتی در سال ۱۹۱۷ ساخته شد.